# إيتشيرو ناغاي
إيتشيرو ناغاي (永井一郎 ناغاي إيتشيرو)؛ (10 مايو 1931 - 27 يناير 2014)، ممثل ياباني.

## أدواره في الأنمي

### مسلسلات أنمي تلفزيونية
- هاجيمي نو إيبو - غينباتشي نيكوتا
- هاجيمي نو إيبو New Challenger - غينباتشي نيكوتا
- هاجيمي نو إيبو Rising - غينباتشي نيكوتا
- رانما ½ - هابوساي
- إينوياشا فصل الخاتمة - طيف العفاريت المقدس
- دراغون بول - كورين, المعلم شين
- دراغون بول Z - كورين
- دراغون بول كاي - كورين
- ساموراي تشامبلو - ياماني (المسن)
- AIR - الراهب تشيتوكو
- البدلة المتنقلة جاندام - الراوي، تاتشي
- عدنان ولينا - القبطان نامق
- المحقق كونان - مينيميزو كيساراغي
- قبضة نجم الشمال - هابو
- ماستر كيتون - تاهيه هيراغا
- هيوكا - تاكيزو يوشيدا
- سبيس داندي - صانع الرامن
- هنتر x هنتر (2011) - نيتيرو

### أوفا أنمي
- بلاك ماجك - البروفيسور ماثيو
- البدلة المتنقلة جاندام: فريق ب.م. رقم 08 - إيثان لاير, زيدان نيكارت
- البدلة المتنقلة جاندام يونيكورن - سيام فيست

### أفلام أنمي
- سمر وورز - مانسكي جينّوتشي
- أي سيتي - لاي لو تشين
- دراغون بول: المغامرة الغامضة - كورين, المعلم شين
- دراغون بول Z: إنتقام كولر - كورين

## أدواره في ألعاب الفيديو
- سلسلة كينجدوم هارتس
  - كينجدوم هارتس - فيل
  - كينجدوم هارتس 2 - فيل
  - كينجدوم هارتس بيرث باي سليب - غضبان, فيل
- تيلز أوف زيستيريا - الجد

## أدواره في الدبلجة اليابانية
- سلسلة أفلام هاري بوتر
  - هاري بوتر وحجر الفيلسوف - ألباس دمبلدور
  - هاري بوتر وحجرة الأسرار - ألباس دمبلدور
  - هاري بوتر وسجين أزكابان - ألباس دمبلدور
  - هاري بوتر وكأس النار - ألباس دمبلدور
  - هاري بوتر وجماعة العنقاء - ألباس دمبلدور
  - هاري بوتر والأمير الهجين - ألباس دمبلدور
  - هاري بوتر ومقدسات الموت – الجزء 1 - ألباس دمبلدور
  - هاري بوتر ومقدسات الموت – الجزء 2 - ألباس دمبلدور
- حرب النجوم: حرب المستنسخين - يودا
- حكاية لعبة - سلنكي
- حكاية لعبة 2 - سلنكي
- حكاية لعبة 3 - سلنكي
- هرقل - فيل
- ليلة في المتحف - غاس
- باربي الأميرة و نجمة النجوم - الأمير ليام
- تايني تون أدفنتشرز - يوسيميتي سام

## وفاته
السيد ناغاي كان في محطة التلفاز في مدينة هيروشيما من أجل تسجيل برنامج بعد ظهر يوم الأحد، بعد أن انتهى من وجبته بقي السيد ناغاي في الفندق في صباح اليوم التالي ذهب عمال الفندق للاطمئنان عليه و قد وجدوه منهاراً في حوض الاستحمام و تم الإعلان عن وفاته في المستشفى، سبب الوفاة غير معروف الشرطة تقوم بالتحقيق في الأمر.

## وصلات خارجية
- إيتشيرو ناغاي على موقع IMDb (الإنجليزية)
- إيتشيرو ناغاي على موقع ميوزك برينز (الإنجليزية)
- إيتشيرو ناغاي على موقع قاعدة بيانات الفيلم (الإنجليزية)
- إيتشيرو ناغاي على موقع ANN person (الإنجليزية)

- صفحة IMDb